# Mannen som var Torsdag
Mannen som var Torsdag (engelska: The Man Who Was Thursday) är en spänningsroman från 1908 av den engelske författaren G.K. Chesterton. Den utspelar sig i London och handlar om en poet som blir värvad av Scotland Yard för att infiltrera en hemlig anarkistgrupp som planerar ett attentat. Gruppen har sju medlemmar med kodnamn efter veckans dagar. Boken har undertiteln en mardröm (A Nightmare). Den är humoristiskt skriven och är inspirerad av de pessimistiska strömningar som Chesterton iakttog i sin samtid.
Boken har givits ut i tre svenska översättningar: August Brunius' från 1908, Marie-Louise Elliotts från 1957 och Görgen Antonssons från 2007. År 1999 utkom en engelskspråkig utgåva med kommentarer av Martin Gardner med titeln The Annotated Thursday. En radiodramatisering av Orson Welles sattes upp av Mercury Theatre och sändes i CBS Radio 1938. Sveriges Radios Radioteatern sände en svensk dramatisering 2007.